# Epifanio Méndez Fleitas
Epifanio Méndez Fleitas (* 1917 in San Pedro del Paraná, Paraguay; † 22. November 1985 in Buenos Aires) war ein paraguayischer Politiker, Musiker und Schriftsteller.

## Leben und Werk
Epifanio Méndez Fleitas trat 1941 in die Colorado-Partei ein. Er unterstützte den Democrático-Flügel von Federico Chaves und wurde zum bedeutendsten Rivalen von Alfredo Stroessner. Am 26. Februar 1949 war er zusammen mit Stroessner am Putsch gegen den Präsidenten Raimundo Rolón beteiligt und wurde Polizeichef. 1952 wurde er Präsident der Zentralbank.
Seine offene Sympathie für die Politik Juan Peróns in Argentinien führte zu einer Verbannung in seine Heimatstadt. Durch den Militäraufstand vom 3. bis 8. Mai 1954 wurde Präsident Chaves gestürzt, Stroessner und Méndez Fleitas wurden die Führer einer Allianz aus Colorado-Partei und Militär. Durch den Sturz Peróns im September 1955 wurde die Position von Méndez Fleitas geschwächt, am 23. Dezember 1955 musste er sein Amt als Präsident der Zentralbank niederlegen.
Im Januar 1956 reiste er in diplomatischer Mission nach Spanien, bei seiner Rückkehr im März wurde ihm die Einreise nach Paraguay verweigert. Er ging ins Exil nach Uruguay, wo er 1959 zu den Gründern der Movimiento Popular Colorado (MOPOCO) gehörte. Später löste er sich von der MOPOCO und gründete 1973 die Asociacion Nacional Republicana en el Exilio y la Resistencia. In seinen Schriften griff er immer wieder Präsident Stroessner auf das Schärfste an. 1978 wurde er auf Druck der argentinischen Regierung aus Uruguay ausgewiesen und ging in die USA. Im Juni 1984 wurde ihm die Einreise nach Argentinien gestattet. Er starb am 22. November 1985 in Buenos Aires.  
Er komponierte etwa 40 Musikstücke folkloristischer Natur.

## Familie
Seine älteste Tochter, Teresa Méndez-Faith, lehrt spanische Literatur am Saint Anselm College in New Hampshire.
Sein Neffe, Fernando Lugo, wurde am 20. April 2008 zum Präsidenten von Paraguay gewählt.